# Spall
Pour les articles homonymes, voir Spall (homonymie).
Spall est une municipalité allemande située dans le land de Rhénanie-Palatinat et l'arrondissement de Bad Kreuznach.